# Maikaze
Maikaze (jap. 舞風, まいかぜ, マヒカゼ  pol. „tańczący wiatr”) – niszczyciel japońskiej Cesarskiej Marynarki Wojennej typu Kagerō z czasów drugiej wojny światowej. Zatopiony 17 lutego 1944 roku przez amerykańskie okręty w bitwie koło Truk.

## Budowa
„Maikaze” był osiemnastym – przedostatnim okrętem z serii japońskich niszczycieli typu Kagerō. Były to duże niszczyciele, przystosowane do działań oceanicznych, o wyporności pełnej około 2600 ton, silnie uzbrojone w sześć dział kalibru 127 mm w dwudziałowych wieżach oraz 8 wyrzutni bardzo skutecznych torped kalibru 610 mm.
„Maikaze” należał do drugiej grupy tych niszczycieli, która została zamówiona w ramach programu finansowego z 1939 roku. Nadano mu numer budowy 114. Nazwa „Maikaze” znaczy: „tańczący wiatr”, „tornado”.
Stępkę pod budowę okrętu położono 22 kwietnia 1940 roku w stoczni Fujinagata w Osace, kadłub wodowano 15 marca 1941 roku, a okręt wszedł do służby 15 lipca 1941 roku.

## Służba
Po wejściu do służby „Maikaze” został przydzielony do 4. Dywizjonu 4. Eskadry Niszczycieli 2. Floty – wraz z „Hagikaze”, „Arashi” i „Nowaki”. Pierwszym dowódcą był kmdr por. Seiji Nakasugi (do 22 czerwca 1943 roku).

### Działania pierwszego etapu wojny (1941–1942)
Przed wybuchem II wojny światowej na Pacyfiku okręt przypłynął 2 grudnia 1941 roku do Mako na Peskadorach. W pierwszym etapie wojny „Maikaze” ze swoim dywizjonem eskortował okręty sił głównych Zespołu Południowego wiceadmirała Nobutake Kondō, osłaniającego inwazję na Malaje, Filipiny, a następnie Holenderskie Indie Wschodnie. Od 4 grudnia operował wraz z flotą z Mako, eskortując też konwoje inwazyjne na Malaje, następnie od 18 stycznia 1942 roku operował z Palau i od 21 lutego z zatoki Staring na Celebes. Od 25 lutego osłaniał zespół uderzeniowy lotniskowców w działaniach na południe od Jawy, m.in. 5 marca w ataku lotniczym na Tjilatjap (w tym okresie, do kwietnia, działał w półdywizjonie z bliźniaczym „Hagikaze”). Od 27 marca eskortował zespół zaopatrzeniowy dla lotniskowców operujących na Oceanie Indyjskim, po czym 18 kwietnia eskortował lotniskowce „Shōkaku” i „Zuikaku” do Mako i 22 kwietnia powrócił do Yokosuki w Japonii, gdzie został dokowany.
Następnie, w dniach 4–5 czerwca 1942 roku „Maikaze” ze swoim dywizjonem eskortował lotniskowce Zespołu Uderzeniowego wiceadmirała Nagumo podczas powietrzno-morskiej bitwy pod Midway. Wraz z „Hagikaze” ratował rozbitków z tonącego lotniskowca „Kaga”, po czym pomagał dobić uszkodzony „Akagi” torpedami. Od 9 czerwca do 12 lipca działał na północnym obszarze operacyjnym, eskortując tam lotniskowiec „Zuihō” i patrolując na południowy wschód od Aleutów.

### Rejon Wysp Salomona (1942–1943)

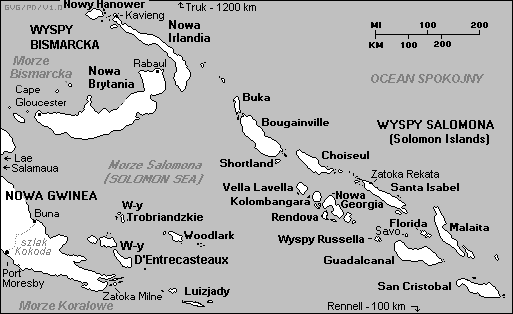
Rejon działań 1942–1943 (baza Truk leży poza mapą, ok. 1300 km na północ od Rabaulu)

14 lipca 1942 roku 4. Dywizjon Niszczycieli został włączony w skład 10. Eskadry Niszczycieli 3. Floty, operującej na obszarze archipelagu Wysp Salomona, gdzie od sierpnia toczyły się intensywne walki o Guadalcanal. „Maikaze” został tam skierowany 16 sierpnia, eskortując przy tym jednostki floty z Kure do Truk. Następnie 24 sierpnia eskortował siły straży przedniej admirała Hiroaki Abe podczas powietrzno-morskiej bitwy koło wschodnich Wysp Salomona. We wrześniu patrolował w rejonie Truk, po czym 1 października przebazował na wyspę Shortland.
3 października „Maikaze” eskortował transportowiec wodnosamolotów „Nisshin” w nocnej misji transportu żołnierzy z Shortland na Guadalcanal, a 6 i 9 października brał udział w kolejnych rejsach transportowych na Guadalcanal (określanych żargonowo przez Amerykanów jako Tokyo Express). Podczas powietrzno-morskiej bitwy koło wysp Santa Cruz 26 października 1942 roku eskortował Zespół Uderzeniowy wiceadm. Nagumo, po czym 28 października eskortował uszkodzone lotniskowce „Shōkaku” i „Zuihō” do Truk, a następnie do 6 listopada eskortował „Shōkaku” do Kure w Japonii, gdzie sam także przeszedł krótki remont.
Między 1 a 10 grudnia 1942 roku „Maikaze” powrócił z Japonii na Shortland, skąd w dniach 13–18 grudnia odholował uszkodzony niszczyciel „Nowaki” do Truk. W dniach 1–10 stycznia 1943 roku eskortował konwój z wojskiem z Rabaulu do Lae na Nowej Gwinei, przy tym 7 stycznia ratował rozbitków ze zbombardowanego transportowca „Nichiryu Maru”, a 10 stycznia wraz z niszczycielem „Isokaze” i wodnosamolotem zatopił amerykański okręt podwodny USS „Argonaut”.
14 stycznia 1943 roku „Maikaze” wziął udział w kolejnej operacji dowozu wojska z Shortland na Guadalcanal, przy czym osłaniał uszkodzony niszczyciel „Arashi”. 23 stycznia brał udział w transporcie wojska do zatoki Rekata (wyspa Santa Isabel), a 25 stycznia – na Kolombangarę. 1 i 4 lutego „Maikaze” osłaniał ewakuację garnizonu Guadalcanalu, przy czym 4 lutego został uszkodzony przez lotnictwo – bliskie wybuchy bomb spowodowały zalanie maszynowni, po czym został odholowany na Shortland przez niszczyciel „Nagatsuki”. Po naprawach w Truk udał się w dniach 6–16 marca na remont do Yokosuki (eskortując niszczyciel „Hamakaze” holujący „Michishio”).
Po remoncie i zmianie dowódcy, od 23 lipca 1943 roku do końca roku, „Maikaze” głównie eskortował lotniskowce lub konwoje pomiędzy Truk, Yokosuką, Szanghajem i Rabaulem. Między innymi w dniach 19–25 września eskortował lotniskowiec „Zuihō” z Truk do Eniwetok, a w dniach 20–30 października eskortował konwój z wojskiem z Szanghaju do Truk (22 października wraz z niszczycielem „Nowaki” uratował ok. 1000 ludzi ze storpedowanego transportowca „Awata Maru”). 11–16 grudnia eskortował pancerniki „Kongō” i „Haruna” z Truk do Sasebo, gdzie został skierowany do remontu (wraz z „Nowaki”). Prawdopodobnie wówczas wieża dział nr 2 (na rufie) została zdemontowana i zastąpiona przez dwa potrójne stanowiska działek przeciwlotniczych 25 mm. Na przełomie 1943 i 1944 roku na niszczycielach tego typu zamieniono też dwa dotychczasowe podwójnie sprzężone działka 25 mm na śródokręciu na potrójnie sprzężone oraz dodano jedno podwójne stanowisko przed mostkiem.

### Dalsze działania (1944)
„Maikaze” powrócił na południowy obszar działań, eskortując w dniach 4–9 stycznia 1944 roku krążownik „Atago” z Yokosuki do Truk (wraz z „Nowaki”). W dniach 24-25 stycznia prowadził rejs transportowy żołnierzy z Rabaulu do Lorengau (na Manus). W pierwszej połowie lutego eskortował konwoje między Truk a Rabaulem.
Podczas ewakuacji bazy Truk rano 17 lutego 1944 roku, tuż przed amerykańskim atakiem, eskortował wraz z „Nowaki” krążownik szkolny „Katori” i krążownik pomocniczy (transportowiec) „Akagi Maru”. Grupa ta została jednak przechwycona przez amerykańskie samoloty, które uszkodziły „Maikaze” i „Katori” oraz zatopiły „Akagi Maru”, na skutek czego zespół zawrócił do Truk, gdzie z kolei natknął się na amerykańskie ciężkie okręty. „Maikaze” został zatopiony ogniem artylerii, przede wszystkim krążowników ciężkich USS „Minneapolis” i USS „New Orleans”, 40 mil na północny zachód od centrum atolu Truk, w rejonie pozycji 7°45′N 151°20′E/7,750000 151,333333 (zatopienia uniknął tylko „Nowaki”). Okręt przełamał się na pół i zatonął o 13.43; zginęła cała załoga, w tym dowódca 4. Dywizjonu Niszczycieli kmdr Kenma Isogu. „Maikaze” podczas walki wystrzelił salwę torped, które jednak zostały zauważone przez samolot rozpoznawczy i wyminięte przez Amerykanów. 31 marca 1944 roku okręt został oficjalnie skreślony z listy floty.

## Dowódcy
1. kmdr por. Seiji Nakasugi: 1941 – 22 czerwca 1943 r.[5]
2. kmdr ppor. Tsutomu Hagio: 22 czerwca 1943 – 17 lutego 1944 r.(†)

## Dane techniczne
Opis konstrukcji i szczegółowe dane – w artykule niszczyciele typu Kagerō. Poniżej dane ogólne dla niszczycieli tego typu.
- wyporność:
  - standardowa: 2033 t
  - pełna: ok. 2600 t
- wymiary:
  - długość całkowita: 118,5 m
  - długość na linii wodnej: 116,2 m
  - szerokość: 10,8 m
  - zanurzenie: 3,8 m
- napęd: 2 turbiny parowe o mocy łącznej 52 000 KM, 3 kotły parowe (ciśnienie pary 30 at), 2 śruby
- prędkość maksymalna: 35 w.
- zasięg: 5000 mil morskich przy prędkości 18 w.
- zapas paliwa: 500 t
- załoga: 240

### Uzbrojenie i wyposażenie
- początkowo:[1]
  - 6 dział kalibru 127 mm w wieżach dwudziałowych (3 x II).
    - długość lufy – L/50 kalibrów, kąt podniesienia 55°

  - 4 działka przeciwlotnicze 25 mm Typ 96 (2 x II)
  - 8 wyrzutni torpedowych Typ 92 610 mm (2 x IV, 16 torped Typ 93)
  - 2 miotacze bomb głębinowych (16 bomb głębinowych)

- od końca 1943 r.:
  - 4 działa kalibru 127 mm (2 x II)
  - 14 działek przeciwlotniczych 25 mm Typ 96 (4 x III, 1 x II – prawdopodobnie)[1]
  - 8 wyrzutni torpedowych 610 mm (2 x IV)
  - 4 miotacze bomb głębinowych (36 bomb głębinowych)[1]